# Hi-fi
Hi-fi, även HiFi och hifi, är en beteckning som står för high fidelity – vilket betyder hög trohet till originalet eller i detta fall när ljud avses – högkvalitativ ljudåtergivning, audio. Detta åstadkommes med teknisk utrustning såsom högtalare, förstärkare, skivspelare, kablar m m av tillräckligt god kvalitet. 
Hi-fi uttalas på engelska ['haɪ faɪ] och på svenska [haɪ fɪ].
Utrustningstillverkare förbättrar och utvecklar gradvis sina produkter, vilka presenteras på regelbundet återkommande audio-mässor. I Sverige hålls Hi-fi-mässor årligen. De största är de i Göteborg, Jönköping och Stockholm. Den i Göteborg har hållits vartannat år sedan 1992. På grund av Covid-19 har ingen mässa hållits 2020 (och inte heller 2021).  
För de med ett genuint intresse för hifi och musik är mässorna en samlingspunkt över vad tillverkare och leverantörer har att erbjuda. Hifi-intresserade brukar tillhöra endera sidan av de som antingen har ett vetenskapligt förhållningssätt eller de som mer njuter av sin anläggning utan att bry sig om varför den presterar.  De mer tekniskt intresserade och branschkritiska brukar uttala sig på följande sätt:   
Den tekniska revolution som verkar ske snart sagt varje år enligt tillverkares reklamblad är dock betydligt överdriven. Till exempel kan utrustning från 1990-talet, som var utmärkt då och anskaffbar till överkomligt* pris, vara så bra att den inte kan detekteras av tränade lyssnare vid blindtest.  Ett högt pris eller att en utrustning kallas "high end" är inte heller någon säker indikation på en mer högkvalitativ ljudåtergivning än vad en utrustning med ett mer överkomligt pris har. Rummets akustiska egenskaper och anpassningen mellan rum och utrustning spelar också en väsentligt större roll än många förstår.  
De med inställningen att enbart njuta av sin hobby är vanligtvis mindre kritiska och öppna för att lyssna sig fram utan en sträng vetenskaplig rutin. Mellan dessa läger pågår en ständig diskussion. Dock har debatten hyfsats på senare år och "vetenskaparna" deltar på hifi-mässorna som utställare. Alla åsikter är således välkomna.    
Ett problem som blivit allt större år för år är den sjunkande kvaliteten på fonogram/inspelningar av populär musik, bland annat genom loudness war.   
*Överkomligt innebär här inte att priset är lågt utan att det är tillräckligt tilltaget för att bekosta en seriös och ändamålsenlig konstruktion och tillverkning.